# Eugenio Toussaint
Eugenio Toussaint Uhtohff (9 de outubro de 1954 - 8 de fevereiro de 2011) foi um músico mexicano que era compositor e arranjador de jazz.